# Euryopis scriptipes
Euryopis scriptipes là một loài nhện trong họ Theridiidae.
Loài này thuộc chi Euryopis. Euryopis scriptipes được Richard C. Banks miêu tả năm 1908.